# Scytinostroma cystidiatum
Scytinostroma cystidiatum är en svampart som beskrevs av Boidin 1960. Scytinostroma cystidiatum ingår i släktet Scytinostroma och familjen Lachnocladiaceae.   Inga underarter finns listade i Catalogue of Life.